# کارلوتا جوانینی
کارلوتا جوانینی (به انگلیسی: Carlotta Giovannini) ژیمناست زادهٔ ۵ ژوئیهٔ ۱۹۹۰ میلادی اهل کشور ایتالیا است.